# Tetragnatha chamberlini
Tetragnatha chamberlini là một loài nhện trong họ Tetragnathidae.
Loài này thuộc chi Tetragnatha. Tetragnatha chamberlini được miêu tả năm 2004 bởi Gajbe.